# Christoph Kornberger
Christoph Kornberger (* 3. Dezember 1981) ist ein ehemaliger österreichischer Skirennläufer. Er war auf die schnellen Disziplinen Abfahrt und Super-G spezialisiert und wurde 2001 Juniorenweltmeister im Super-G.

## Biografie
Kornberger startete für den Skiclub WSV Pichl-Reiteralm und war seit 1998 im ÖSV-Kader. Erste internationale Erfolge feierte er bei den Alpinen Ski-Juniorenweltmeisterschaften 2001 in Verbier in der Schweiz, wo er Bronze in der Abfahrt und Gold im Super-G holte. Im Europacup fuhr er erstmals am 20. Dezember 2002 in der Abfahrt von Laax auf das Podest, der erste Sieg folgte am 11. März 2004 im Super-G in der spanischen Sierra Nevada.
In der EC-Saison 2002/03 gelang Kornberger erstmals eine Top-Ten-Platzierung in einer Disziplinenwertung, er erreichte den 7. Rang in der Abfahrtswertung. Die folgende EC-Saison 2003/04 war seine erfolgreichste: er belegte in der Gesamtwertung den 10. Platz und in der Super-G und Abfahrtsdisziplinenwertung jeweils den 5. Rang. Nach diesen Leistungen konnte er am 18. Dezember 2004 in Gröden sein einziges Weltcup-Rennen bestreiten, er belegte Rang 21 in der Abfahrt. In diesem Winter (2004/05) wurde er im Europacup Gesamt-15., Vierter in der Abfahrtswertung und 11. in der Super-G-Wertung.
Im November 2005 erlitt seine Karriere einen schweren Rückschlag: er verletzte sich beim Abfahrtstraining in Sun Peaks, zog sich mehrere Frakturen im linken Knöchel zu und konnte bis Jänner 2007 keine Rennen bestreiten. Nach seiner langen Verletzungspause konnte er erst im Februar 2008 wieder ein FIS-Rennen gewinnen, im Europacup kam er danach aber nicht mehr über einen 38. Platz hinaus. Nach der Saison 2007/08 beendete Kornberger seine Karriere.

## Erfolge

### Weltcup
- Eine Platzierung unter den besten 30

### Europacup
- Saison 2002/03: 7. Abfahrt
- Saison 2003/04: 10. Gesamt, 5. Abfahrt, 5. Super-G
- Saison 2004/05: 4. Abfahrt

- 6 Podestplätze, davon 2 Siege:

| Datum           | Ort           | Land       | Disziplin |
| --------------- | ------------- | ---------- | --------- |
| 11. März 2004   | Sierra Nevada | Spanien    | Super-G   |
| 2. Februar 2005 | Megève        | Frankreich | Abfahrt   |

### Junioren-Weltmeisterschaften
- Verbier 2001: 1. Super-G, 3. Abfahrt, 14. Riesenslalom, 23. Slalom

### Weitere Erfolge
- 6 Siege in FIS-Rennen (5× Riesenslalom, 1× Super-G)